# Bovicornua intricata
Bovicornua intricata är en svampart som beskrevs av Jørg. Koch & E.B.G. Jones 1993. Bovicornua intricata ingår i släktet Bovicornua och familjen Halosphaeriaceae.   Inga underarter finns listade i Catalogue of Life.